# 776

## Nașteri
- dată necunoscută: Rabanus Maurus  (d. 856)

## Decese
- dată necunoscută: Desiderata, soția lui Carol cel Mare a doua soție a lui Carol cel Mare (n. 754)
- dată necunoscută: Hrodgaud de Friuli  (n. ?)